# Guerra hispano-argelina (1775-1785)
La guerra hispano-argelina fue un conflicto militar del siglo XVIII que enfrentó a la regencia de Argel contra una alianza de naciones cristianas encabezadas por la Monarquía Hispánica, que buscaban terminar con la piratería berberisca y el comercio berberisco de esclavos capturados en las costas europeas. La victoria aliada significó la reducción temporal de estas actividades.

## Trasfondo
España y Argelia se encontraban en un estado de conflicto desde la época de los Austrias españoles. Debido a la constante ocupación del imperio hispánico con guerras en Europa y en el resto del mundo, sus costas eran a menudo presa fácil para las incursiones esclavistas norteafricanas, que después vendían a sus víctimas en numerosos países. Aun después de la desastrosa guerra de sucesión española, España aún conservaba varias de sus Plazas Fuertes de África vecinas a Argel, destacadas de ellas Orán y Mazalquivir, la primera de las cuales había sido recientemente reconquistada por España en 1732, con una flota que incluía al Duque de Montemar y Blas de Lezo.
En 1767, con la mediación del prestigioso marino Jorge Juan, el rey Carlos III renegoció con el sultán Mohammed III de Marruecos un anterior tratado de paz que los marroquíes habían incumplido con frecuencia. Tras siete años, Mohammed rompió por completo con lo pactado y declaró la guerra, anunció que expulsaría a los españoles de todo el norte de África y poniendo sitio sitio a Melilla, Alhucemas y Vélez de la Gomera, amparado por refuerzos británicos y argelinos. Pese a la larga duración de los sitios y la gran ventaja numérica de los asaltantes, las plazas fuertes españolas los repelieron con gran coste de vidas musulmanas. Con Marruecos pidiendo paces en 1775, Carlos declaró la guerra a Argel, buscando neutralizar al aliado marroquí y foco central de toda la piratería mora.

## Conflicto

### Invasión de Argel
El mismo año, 1775, España organizó una campaña para conquistar Argel ideada por el general irlandés Alejandro O'Reilly. La expedición estaba formada por una flota de siete navíos de línea de 70 cañones, doce fragatas de 27, cuatro urcas de 40, nueve jabeques de 32, tres paquebotes de 14, cuatro bombardas de 8 y siete galeotas de 4, con un total de 46 buques de guerra y 1364 cañones. El mando correspondía al teniente general Pedro González de Castejón, el del ejército de 18 400 hombres a O'Reilly, y el de las fuerzas sutiles al capitán de navío Antonio Barceló. La escuadra zarpó el 22 de junio y, tras unírsele una fragata de Malta y dos del duque de Toscana, el 8 de julio comenzó la operación. La expedición, sin embargo, fue un fracaso debido a una mezcla de factores, máxime de los cuales fue la poca experiencia de O'Reilly.

### Bombardeos de Argel
Con la llegada de la guerra anglo-española de 1779-1783, en la que España intervino para garantizar la independencia de los Estados Unidos, las acciones contra el corso musulmán debieron esperar. Mientras tanto, España intentó negociar con Argel un acuerdo comercial que acabara con la piratería berberisca, pero el diván de Argel se negó objetando que debían lealtad al sultán del imperio otomano. Por ello, se envió a Constantinopla al embajador Juan Bouligny, que logró en 1782 un acuerdo con el sultán Abdülhamid I, el cual sin embargo fue rechazado de nuevo por los argelinos, poco dispuestos a acabar con su lucrativo corso esclavista.
Al término de la guerra en 1783, el monarca autorizó una acción de bombardeo contra Argel al mando de Antonio Barceló. Aunque se logró causar daños importantes a la ciudad con un número mínimo de bajas, no fueron suficientes. Al año siguiente, un nuevo bombardeo también comandado por Barceló consiguió infligir daños más significativos, aunque continuó sin suponer un golpe decisivo. El rey ordenó reunir una escuadra de galeras mientras se preparaba una tercera expedición aún mejor dispuesta por Barceló. A pesar de que los argelinos se jactaban de que los destrozos de la ciudad valían menos que la munición lanzada, el dey finalmente se vio empujado a la mesa de negociaciones, alertado de la tercera expedición y la promesa española de bombardear Argel cada año hasta que se avinieran a parlamentar. Los musulmanes intentaban así evitar un hostigamiento naval indefinido, viable por el poco coste que supondría a España, y que Argel en cambio no podía repeler ni encajar eternamente.

### Acuerdos de paz
El ministro Floridablanca envió como negociadores al aventurero francés conocido como el Conde de Expilly y al capitán José de Mazarredo, este último al mando de dos navíos de línea y dos fragatas. Habiendo aconsejado Carlos III a los portugueses prestar sus propios negociadores, en las embajadas viajaron el coronel Jacques Philippe de Landerset y el arabista João de Sousa. La negociación de los españoles fue problemática y costosa, ya que tanto Expilly como Mazarredo cedieron a varias exigencias, incluyendo la entrega de pagar un millón de pesos. Floridablanca se negó y renegoció un acuerdo mucho más conveniente a través de Expilly, a quien solamente querían al mando los argelinos. Finalmente se firmó el 14 de junio un acuerdo de paz, poniendo fin a la piratería berberisca contra España y permitiendo consulado y el ejercicio de la religión cristiana en Argel, al coste de 700.000 pesos. Los portugueses no lograrían su propio tratado debido a que el sultán Abdülhamid I se negaba a tratar paces con Portugal.
Una nueva complicación surgió después al descubrirse que Expilly había hecho a las partes firmar dos tratados diferentes, que tuvo que resolverse con nuevas negociaciones. Salvo por algunos retoques en relación con la plaza española de Orán, el acuerdo final quedó conforme al original español, tras lo cual el conde francés fue expulsado de Argel, donde se descubrió además que había enajenado varios regalos diplomáticos.

## Consecuencias
El tratado de paz trajo objeciones a hacer cualquier concesión económica o política a Argel, sin contar que no se había conseguido incluir en él a los aliados naturales de España, a saber Nápoles, Cerdeña, Portugal y los Estados Pontificios, pero su desenlace fue en última instancia positivo para el imperio español. Túnez y Trípoli también se apresuraron a firmar sus propios tratados de paz con España o a ratificar el acuerdo de Constantinopla. En lo que se refiere a estas naciones, se daba temporalmente por terminada la piratería y el tráfico berberisco de esclavos en el mar Mediterráneo.
Libre de una guerra eterna que consumía recursos sin beneficio y amenazaba las poblaciones civiles costeras, en España se poblaron y cultivaron con rapidez grandes extensiones de terreno fértil en el Mediterráneo, que había sido previamente abandonado debido a los ataques berberiscos. Ello incluyó la edificación de pueblos enteros. Floridablanca promovería el envío de una escuadra para causar reconocimiento en Constantinopla, que llevó por primera vez la enseña rojigualda, confeccionada sólo meses atrás. El conde celebraba la nueva seguridad en el mundo musulmán escribiendo al rey:

La bandera española se ve con frecuencia en todo el Levante donde jamás había sido conocida, y las mismas naciones comerciantes que la habían perseguido indirectamente, la prefieren ahora, con aumento del comercio y marina de vuestra majestad y de la pericia de sus equipajes, y con respeto y esplendor de la España y de su augusto soberano.

Los resultados de este conflicto sentaron las bases del éxito de los Estados Unidos contra los berberiscos durante la guerra de Trípoli, que ha acaparado la atención de las fuentes históricas en detrimento del papel de España. La piratería africana, sin embargo, regresaría al calor de las guerras napoleónicas, hasta concluir con la conquista francesa del norte de África.